# Julian Alexandrowitsch Skrjabin

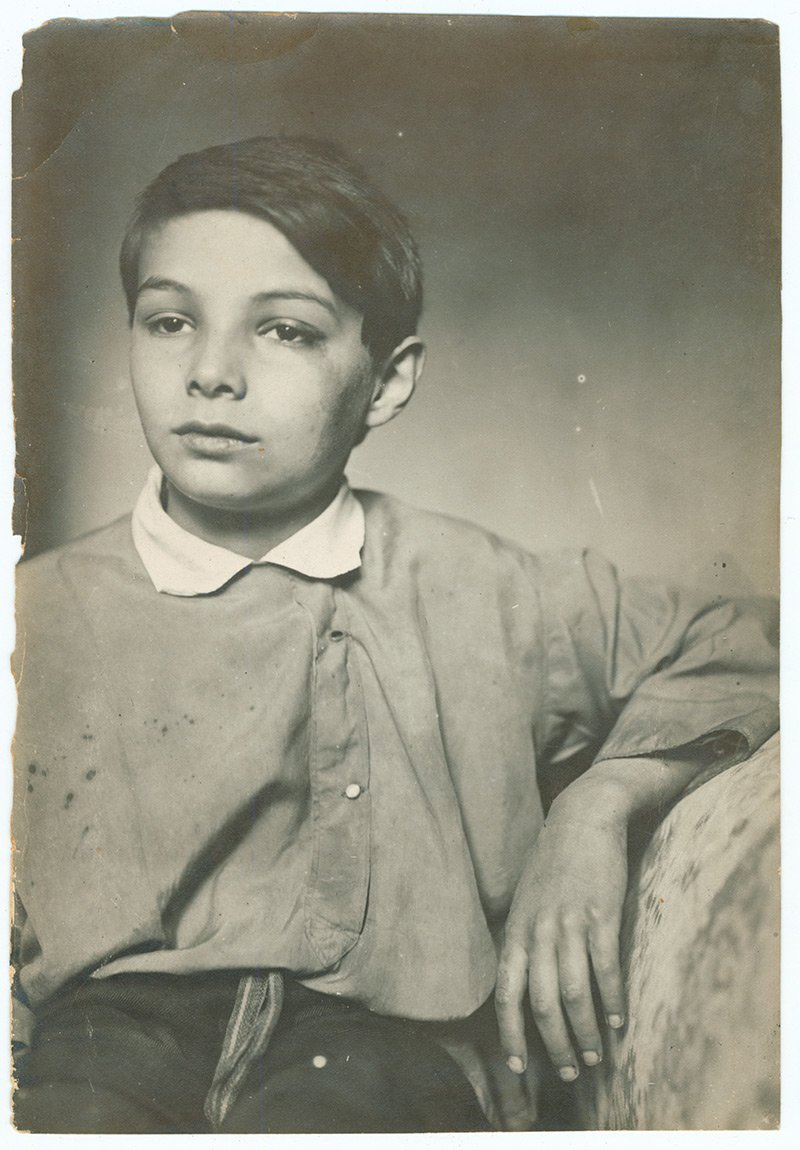
Julian Scriabin, Kiew, 1919

Julian Alexandrowitsch Skrjabin (russisch Юлиан Александрович Скрябин, wissenschaftliche Transliteration Julian Aleksandrovič Skrjabin; * 12. Februar 1908; † 22. Juni 1919) war der Sohn des Pianisten und Komponisten Alexander Skrjabin.

## Leben
Julian Skrjabin wurde als zweites Kind von Tatiana de Schloezer, der Geliebten Alexander Skrjabins, geboren.
Der als „Wunderkind“ gefeierte Julian Skrjabin erlernte sehr früh das Klavierspiel. Er war ein kultivierter Pianist, komponierte und schrieb auch Gedichte. In seinen vier Préludes für Klavier entwickelt Julian Skrjabin eine eigene Klangwelt, entfernt von der des Vaters. Mit zehn Jahren wurde er Schüler von Reinhold Glière.
Mit elf Jahren ertrank Julian Skrjabin unter ungeklärten Umständen im Dnepr.